# 227-я гвардейская артиллерийская бригада
227-я гвардейская артиллерийская бригада (сокр. 227 абр, в/ч 13714) — тактическое соединение Сухопутных войск Российской Федерации. Бригада дислоцируется в г. Майкоп Республики Адыгея.
Соединение находится в составе 49-й общевойсковой армии Южного военного округа. Создание бригады началось 1 декабря 2016 года решением Верховного главнокомандующего.

## История
В начале 2017 года бригада сформирована в Адыгее (пос. Краснооктябрьский) и подчинена 49-й общевойсковой армии.
С 2018 года дислоцируется в Майкопе.
Боевое знамя вручено бригаде 23 февраля 2019 года.
Президент России Путин В. В. Указом № 499 от 21 июля 2025 «За массовый героизм и отвагу, стойкость и мужество, проявленные личным составом бригады в боевых действиях по защите Отечества и государственных интересов в условиях вооружённых конфликтов» присвоил почётное наименование «гвардейская» артиллерийской бригаде.

## Вооружение
В 2017—2019 гг. на вооружении 227-й артиллерийской бригады состояли гаубицы Мста-Б и Мста-С, РСЗО «Ураган», станции артиллерийской разведки СНАР-10М1 «Пантера» и «Зоопарк-1», БЛА «Тахион», комплексы разведки, управления и связи «Стрелец».
Тренировки бригады проходят на полигоне «Майкопский».

## Командование бригады
Командиры
- 2016—2018 полковник Бараник Александр Владимирович
- с 2018 года полковник Репин Алексей Викторович — май 2022
- Буланов Алексей Михайлович с мая 2022 года по н/вр

Начальники штаба
- с 2016 года подполковник Магомедов Гаджи Магомедович
- с 2020 года подполковник
- 2021—2022 гг. подполковник Магомедов Гаджи Магомедович
- 2022—2023 гг. майор Слезкин

## Галерея

2С19М1 227-й бригады отрабатывают контрбатарейную борьбу на занятиях в горах Северного Кавказа 24 июля 2019 года.
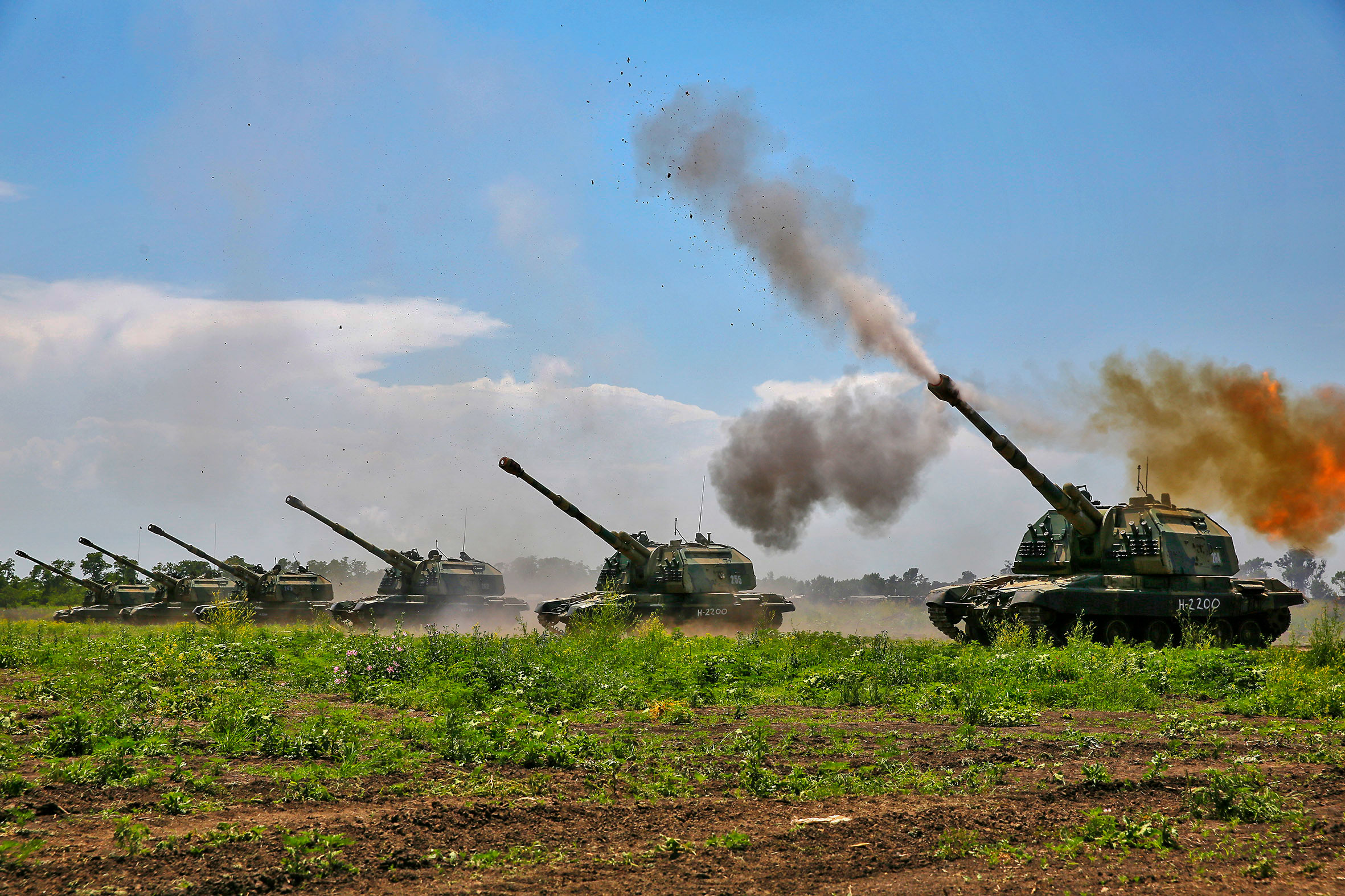
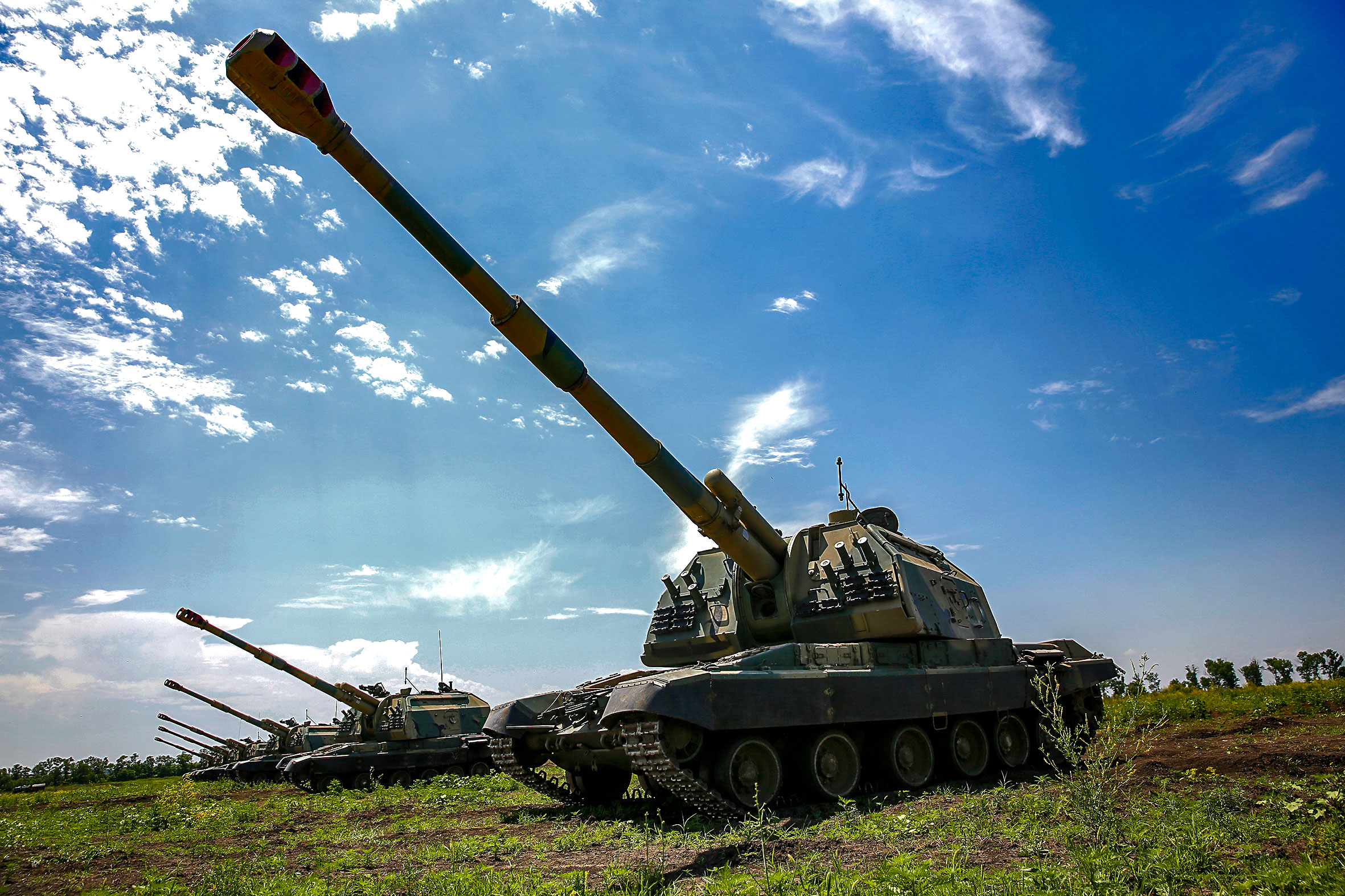
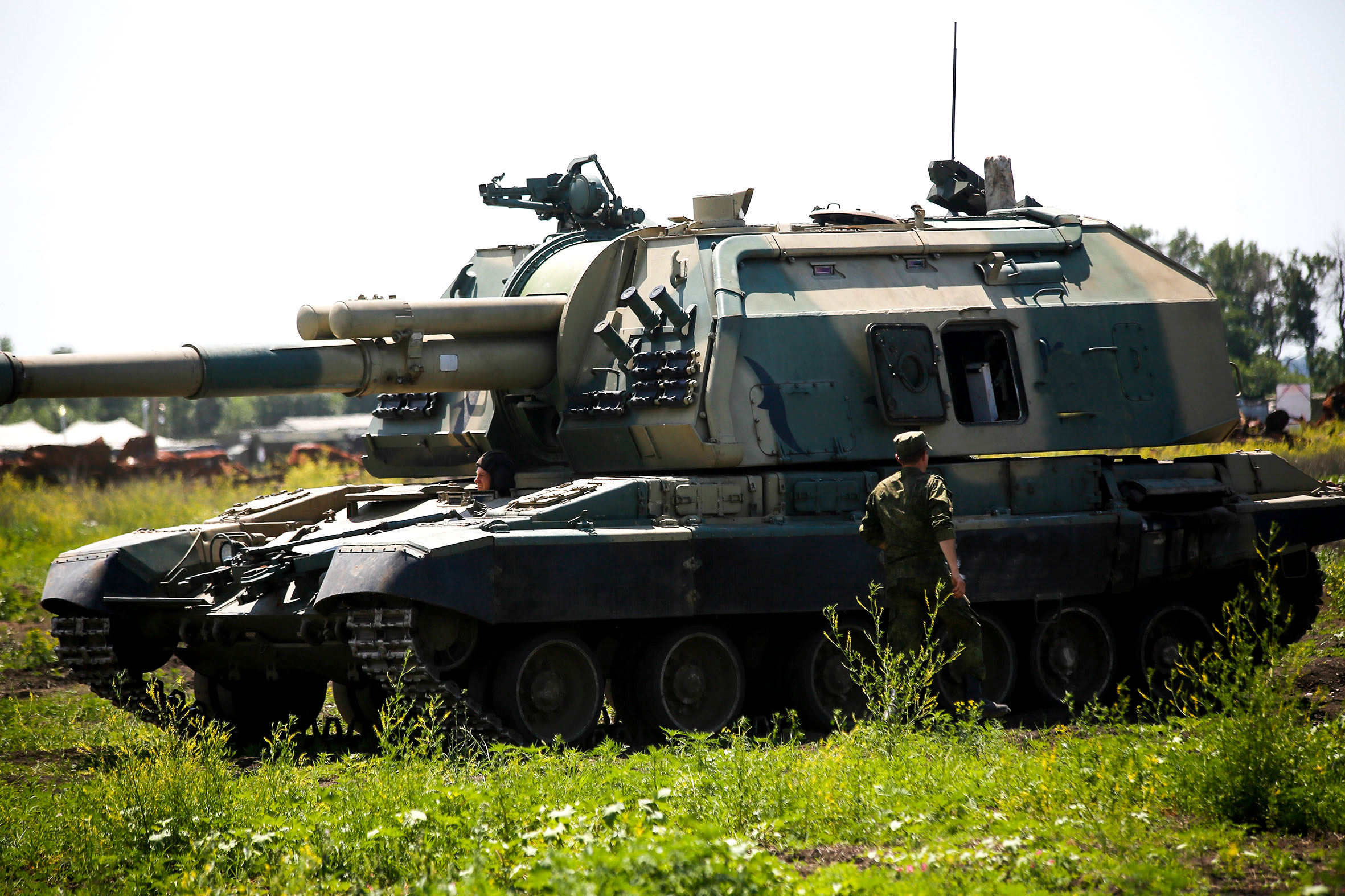
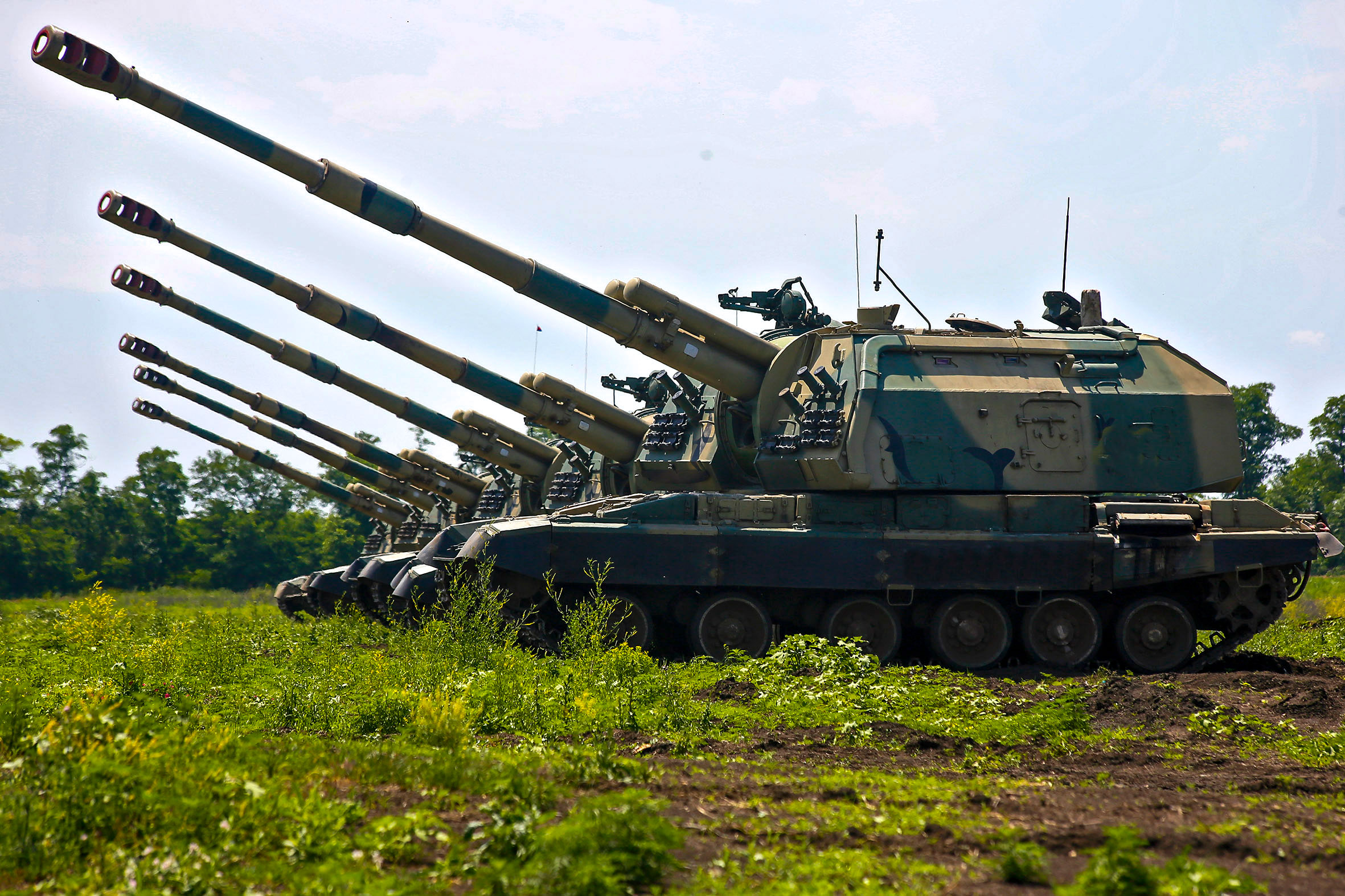
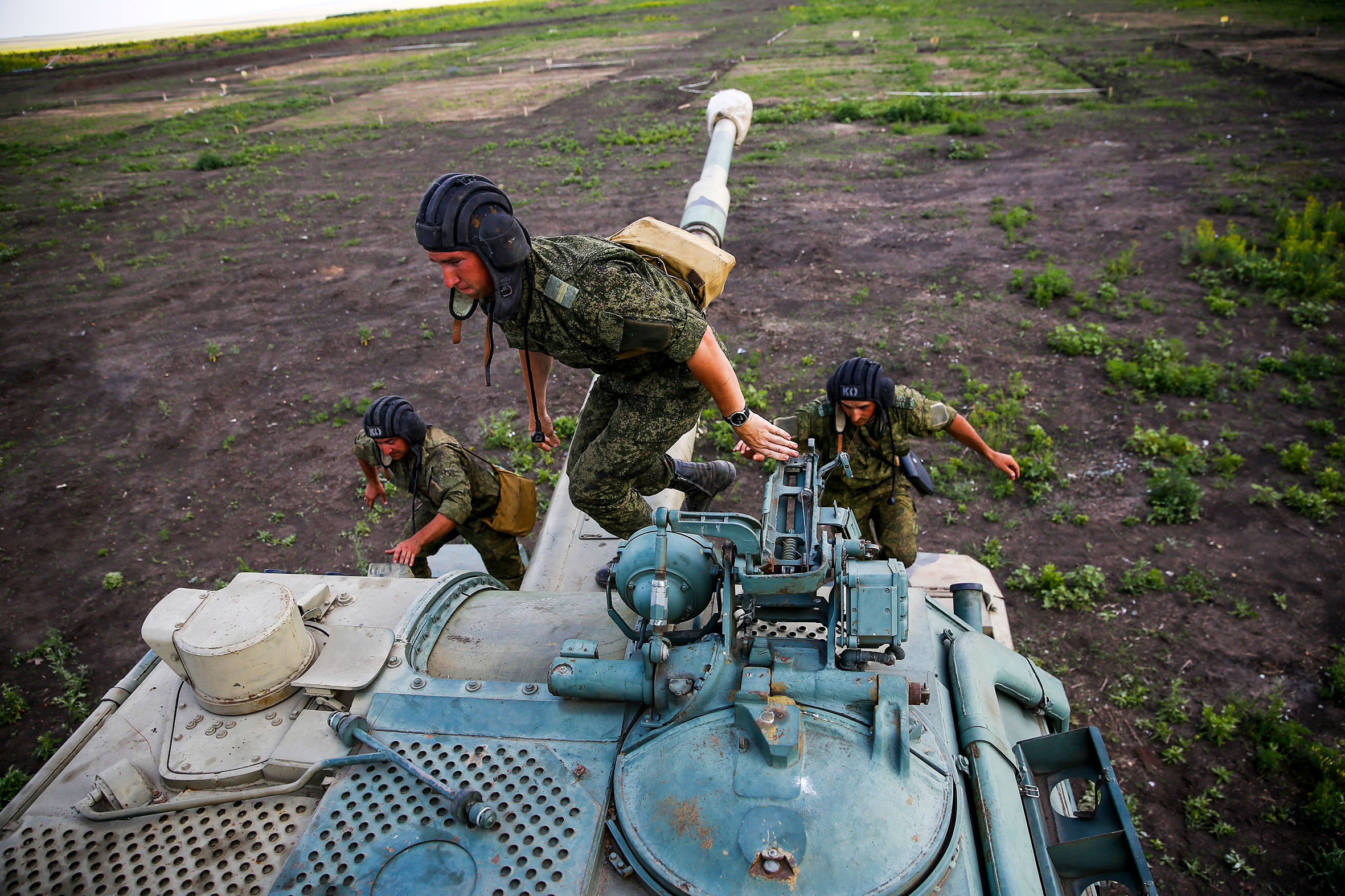
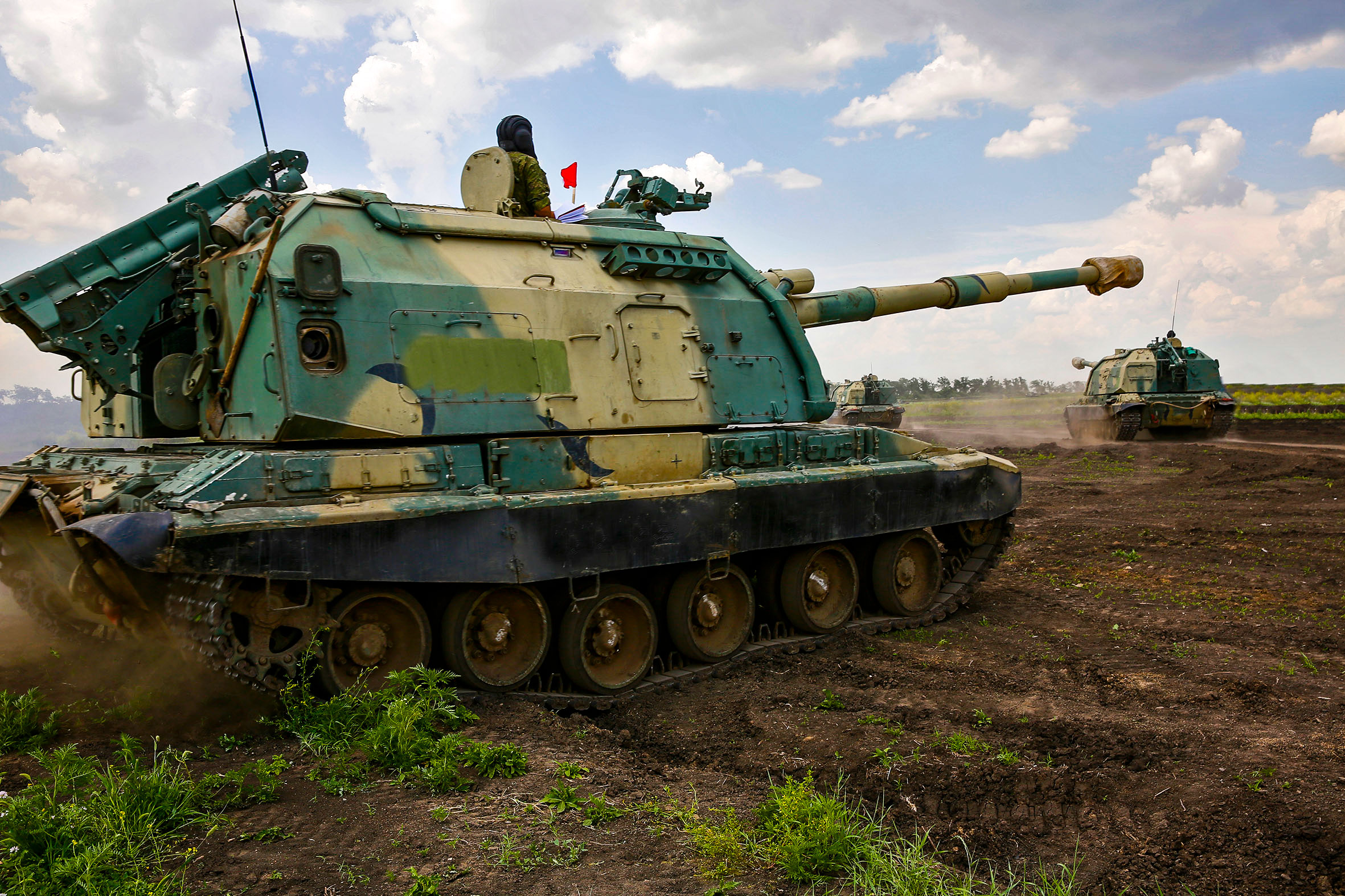